# Kutno (gemeente)
De gemeente Kutno is een landgemeente in het Poolse woiwodschap Łódź, in powiat Kutnowski.
De zetel van de gemeente is in Kutno.
Op 30 juni 2004 telde de gemeente 8388 inwoners.

## Oppervlakte gegevens
In 2002 bedroeg de totale oppervlakte van gemeente Kutno 122,33 km², waarvan:
- agrarisch gebied: 86%
- bossen: 6%

De gemeente beslaat 13,8% van de totale oppervlakte van de powiat.

## Demografie
Stand op 30 juni 2004:
| Omschrijving                   | Totaal | Totaal | Vrouwen | Vrouwen | Mannen | Mannen |
| ------------------------------ | ------ | ------ | ------- | ------- | ------ | ------ |
| eenheid                        | aantal | %      | aantal  | %       | aantal | %      |
| inwoners                       | 8388   | 100    | 4217    | 50,3    | 4171   | 49,7   |
| bevolkingsdichtheid (inw./km²) | 68,6   | 68,6   | 34,5    | 34,5    | 34,1   | 34,1   |

In 2002 bedroeg het gemiddelde inkomen per inwoner 1144,08 zł.

## Administratieve plaatsen (sołectwo)
Bielawki, Boża Wola, Byszew, Florek, Gołębiew, Grabków, Gnojno, Julinki, Komadzyn, Kotliska, Komadzyn, Krzesin, Leszczynek, Leszno, Malina, Marianki, Nagodów, Nowa Wieś, Nowy Gołębiewek, Piwki, Podczachy, Raciborów, Sieciechów, Sieraków, Stanisławów, Stary Gołębiewek, Strzegocin, Wierzbie, Woźniaków, Wroczyny, Wysoka Wielka, Żurawieniec.

## Zonder de statussołectwo
Adamowice, Adamów, Byszew-Kaczyn, Dębina, Dudki, Franki Wroczyńskie, Głogowiec, Kalinowa, Kolonia Sójki, Kolonia Strzegocin, Krzesin-Parcel, Krzesinówek, Kuczków, Michałów, Nowe Sójki, Obidówek, Ryków, Siemiennik, Stara Wieś, Stary Gołębiew, Włosków, Wysoka Duża.

## Aangrenzende gemeenten
Daszyna, Krośniewice, Krzyżanów, Kutno, Łanięta, Nowe Ostrowy, Strzelce, Witonia